# Carnedd Dafydd
Carnedd Dafydd est une montagne du Carneddau, au nord d'Eryri (Snowdonia), au pays de Galles. À 1 044 m la montagne est de 20 mètres inférieure au point culminant du Carneddau, Carnedd Llywelyn, relié à Carnedd Dafydd par une arête, et la troisième du pays de Galles après Yr Wyddfa et Carnedd Llywelyn. Elle est située sur l'arête principale du Carneddau, avec Carnedd Llywelyn au nord-est et Pen yr Ole Wen au sud. Au nord de l'arête située entre Carnedd Dafydd et Carnedd Llywelyn se trouve l'Ysgolion Duon, une falaise rocheuse qui attire les grimpeurs.
On ne sait si la montagne a été ainsi dénommée en l'honneur du prince Dafydd ap Llywelyn, fils de Llywelyn le Grand ou de Dafydd ap Gruffudd, frère de Llywelyn le Dernier.
On peut faire l’ascension du Carnedd Dafydd de Tal-y-llyn Ogwen, aux bords de Llyn Ogwen, et suivre l'Afon Lloer jusqu'au lac de Ffynnon Lloer et de là au sommet. L'ascension normale se fait par Pen yr Ole Wen, mais elle est plus fatigante.